# Vaimujaure
Vaimujaure är en sjö i Kiruna kommun i Lappland och ingår i Skjomavassdragets huvudavrinningsområde. Sjön har en area på 0,574 kvadratkilometer och ligger 793,1 meter över havet. Vaimujaure ligger i Norra Torneträsk Natura 2000-område.

## Delavrinningsområde
Vaimujaure ingår i det delavrinningsområde (760023-163567) som SMHI kallar för Ovan 760158-164003. Medelhöjden är 842 meter över havet och ytan är 55,42 kvadratkilometer. Det finns inga avrinningsområden uppströms utan avrinningsområdet är högsta punkten. Avrinningsområdets utflöde Kuollejåkka mynnar i havet. Avrinningsområdet består mestadels av kalfjäll (94 procent). Avrinningsområdet har 1,3 kvadratkilometer vattenytor vilket ger det en sjöprocent på 2,3 procent.